# Barnala
Barnala – miasto w Indiach, w stanie Pendżab. W 2011 roku liczyło 116 449 mieszkańców.